# Neotrichoporoides crassianulus
Neotrichoporoides crassianulus är en stekelart som först beskrevs av Vittorio Luigi Delucchi 1962.  Neotrichoporoides crassianulus ingår i släktet Neotrichoporoides och familjen finglanssteklar. Inga underarter finns listade i Catalogue of Life.